# Salto del Usero
El salto del Usero es un espacio natural situado en el municipio de Bullas, comarca del Noroeste de la región de Murcia. Se encuentra en la ladera noroeste del cerro del Castellar por donde pasan las aguas del río Mula, en un paraje llamado El Molinar. Está considerado como uno de los espacio naturales de mayor belleza de la Región de Murcia.
En este enclave natural, visitado por miles de turistas durante todo el año, en la noche de San Juan se celebra la tradicional «Bajada de la Mora», congregando a cientos de personas que al filo de la media noche se reúnen en torno a la poza que forma la gran cascada de agua, corazón del paraje, con el objetivo de encontrarse con la «reina mora» y poder ser bendecidos por sus milagrosas aguas.
Para acceder a este espacio es necesario reservar con antelación y pagar una entrada